# A Quiet Place (film)
A Quiet Place är en amerikansk post-apokalyptisk science fiction-skräckfilm från 2018, i regi av John Krasinski som skrev filmens manus med Bryan Woods och Scott Beck. Filmens roller spelas av Krasinski tillsammans med Emily Blunt, Millicent Simmonds och Noah Jupe. Filmen handlar om en familj som står inför kamp om överlevnad i en post-apokalyptisk värld som bebos av blinda utomjordiska varelser med ett överkänsligt hörselsinne.
Filmens produktion inleddes när Beck och Woods började skiva en berättelse som skulle leda till skapandet av filmen. I juli 2016 läste Krasinski ett spec script och rekryterades för att regissera och skriva om manuset i mars det följande året. Filmen fann inspiration från övriga filmer som Alien, No Country for Old Men och In the Bedroom. Krasinski och Blunt fick huvudrollerna av filmen i maj 2017. Filminspelningen ägde rum i New York från maj till november 2017.
A Quiet Place hade biopremiär på South by Southwest den 9 mars 2018 och släpptes i USA den 6 april 2018 av Paramount Pictures. Det blev en stor kassasuccé och tjänade in över 340 miljoner amerikanska dollar från över hela världen. Det fick flera positiva recensioner av recensenter, som berömde filmens originalitet, atmosfär, skådespel, regi och ljuddesign. Det valdes ut av både National Board of Review och American Film Institute som en av 2018 års bästa filmer, och fick flera prisutmärkelser, inklusive en Golden Globe Award för bästa musik, Producers Guild of America Award for Best Theatrical Motion Picture och Screen Actors Guild Award för bästa kvinnliga biroll för Blunt, som hon senare vann. Det nominerades också för Bästa ljud vid BAFTA-galan 2019 samt för Bästa ljudredigering vid Oscarsgalan 2019. En uppföljare släpptes den 28 maj 2021.

## Rollista
- Emily Blunt − Evelyn Abbott
- John Krasinski − Lee Abbott[19]
- Millicent Simmonds − Regan Abbott[19]
- Noah Jupe − Marcus Abbott[19]
- Cade Woodward − Beau Abbott
- Ezekiel och Evangelina Cavoli − Baby Abbott
- Leon Russom − Skogsman